# Christian Markle Straub
Christian Markle Straub, född 1804 i Milton, Pennsylvania, död 7 juni 1860 i Washington, D.C., var en amerikansk politiker (demokrat). Han var ledamot av USA:s representanthus 1853–1855.
1853 efterträdde Straub Henry Mills Fuller som kongressledamot och efterträddes 1855 av James Hepburn Campbell.